# Tesla (banda)
Tesla es una banda de rock estadounidense originaria de Sacramento (California). 
La banda se formó en 1984 y fue nombrada Tesla en el momento en que se grababa su primer álbum en el Estudio Bearsville de Nueva York. El nombre de la banda y algunos títulos y contenidos de canciones, se derivan de eventos relacionados con Nikola Tesla, un inventor e ingeniero eléctrico serbio nacido en el siglo XIX.

## Historia
Sus integrantes son el vocalista Jeff Keith, los guitarristas Frank Hannon y Tommy Skeoch, el bajista Brian Wheat, y el baterista Troy Luccketta, todos ellos californianos a excepción de Tommy Skeoch, nacido en Kansas. 
Tommy se separó del grupo debido a su adicción a las drogas, y en los últimos discos (de Real to Reel en adelante) se une al grupo Dave Rude.
La música de Tesla puede ser catalogada como hard rock, pero con gran influencia del blues. 
Del álbum Mechanical Resonance sobresalieron las canciones «Cumin' Atcha Live», «Modern Day Cowboy», «Little Suzi» y «Getting' Better». Sin embargo, su canción más reconocida es «Love Song» del segundo álbum de estudio: The Great Radio Controversy de 1989; canción que a su vez fue la que "los puso en el mapa", en palabras del propio Jeff Keith, quien considera a ese álbum como su favorito. También sobresalen los temas «Hang Tough», «Heaven's Trail (No way Out)» y «Paradise». De su primer álbum compilatorio de 1990 recuerda con gracia Brian que fue la grabación más barata, pero el disco de mayores ventas.
Su tercer álbum, el Psychotic Supper, puede relacionarse en su sentido al Houses of the Holy de Led Zeppelin, pues en él se contó principalmente cómo eran sus vidas en ese tiempo. De este disco salieron los éxitos «Edison's Medicine», «What You Give» y «Song & Emotion»
Con Five Man Acoustical Jam (1990, grabado en vivo) inician la moda de lo que después serían los típicos discos acústicos ("unplugged") que la MTV supo explotar comercialmente.
En el año 2000 con 16 años de historia y seis álbumes en su haber, tenían registradas ventas por cerca de 14 millones de copias.[cita requerida] El 25 de octubre de 2001, se reunieron los miembros originales de la banda en su pueblo natal. El 11 de septiembre fue lanzado el Replugged Live. Este álbum captura la esencia de la actuación de la banda, con más de 140 minutos de música en vivo; se pensó como una dedicación a los fanáticos de Tesla. En 5 de junio de 2007 publicaron Real to Reel y Real to Reel 2, dos discos de versiones de canciones de grupos de los 60 y 70 como Thin Lizzy, Bad Company o Bachman-Turner Overdrive. En 2008 publicaron el álbum Forever More.
En el 2014 sale al mercado el álbum Simplicity.

## Discografía
- Mechanical Resonance, Geffen 24120, EE. UU. #32 (1986)
- The Great Radio Controversy, Geffen 24224, EE. UU. #18, Reino Unido #34 (1989)
- Psychotic Supper, Geffen 24424, EE. UU. #13 (1991)
- Bust a Nut, Geffen 24713, EE. UU. #20 (1994)
- Into the Now, Sanctuary 84637, EE. UU. #31 (2004)
- Real to Reel, Tesla Electric Co. 001, EE. UU. #48 (2007)
- Real to Reel, Vol. 2 (2007)
- Forever More (2008)
- Simplicity (2014)

### Compilaciones
- Five Man Acoustical Jam, Geffen 24311, US#12 (1990, en vivo)
- Time's Makin' Changes - The Best of Tesla, Geffen 24833, US#197 (1995, lo mejor 1986-1994)
- 20th Century Masters - The Millennium Collection: The Best of Tesla, Geffen 490779 (2001)
- Replugged Live (2 CD), Sanctuary 84520, (2001, en vivo)
- Standing Room Only, Sanctuary 84543 (2002, en vivo)
- Gold (2008)

## Sencillos
- Modern Day Cowboy, ROK #35 (1987
- Heaven s Trail, ROK #13 (1989)
- Hang Tough, ROK#34, (1989)
- The Way It Is, POP #55, ROK #13, (1990)
- Love Song, POP #10, ROK #7, (1990)
- Signs, POP #8, ROK #2, (1991)
- Paradise, ROK#28, (1991)
- Edison s Medicine, ROK#20, (1991)
- What You Give, POP #86, ROK #7, (1992)
- Stir It Up, ROK #35, (1992)
- Call It What You Want, ROK #19, (1992)
- Mama s Fool, ROK #5, (1994)
- Alot To Lose, ROK #35, (1995)
- Steppin' Over, ROK #31, (1996)
- Words Can't Explain, ROK #35, (2004)
- Caught In A Dream, ROK #21, (2004)
- Thank You Hot, ROK #39, (2007)